# お昼のお笑い街道
『お昼のお笑い街道』（おひるのおわらいかいどう）は、1969年（昭和44年）7月6日から12月7日までTBS系列局で放送されていた朝日放送製作のコメディ番組である。全23回。モノクロ放送。小野薬品工業の一社提供。放送時間は毎週日曜 12:15 - 12:45 （日本標準時）。
松竹新喜劇の主導で行われていた公開番組で、藤山寛美が毎回違った人物に扮して出演していた。

## 出演者
- 藤山寛美
- 小島秀哉
- 小島慶四郎
- このほか、松竹新喜劇のメンバーも出演していた。